# Fürge légivadász
A fürge légivadász (Erythromma najas) a légivadászok családjába tartozó, Közép- és Észak-Európától egészen Japánig előforduló szitakötőfaj.

## Megjelenése
A fürge légivadász testhossza 35 mm, szárnyfesztávolsága 50 mm körül van. A hímek legfeltűnőbb tulajdonsága nagy, sötétvörös szemei. Torának oldala és potroha utolsó két szelvénye élénk égszínkék. A tor felső része bronzos csillogású fekete, a potroh túlnyomó része (a vége kivételével) szintén fekete vagy hamvas tompakék, ami a lábakra is kiterjed.
A nőstény potroha valamivel vastagabb, szeme barna vagy narancsszínű. Felülről tora és potroha fekete, oldalt mindkettő sárga vagy zöldessárga. A fiatal hímek hasonló színezetűek.
Hasonlít hozzá a zöld légivadász (Erythromma viridulum), de az valamivel kisebb, a hím potrohának oldalán a 2 és a 8 szelvényen élénkkék foltok láthatóak, az utolsó szelvény felső részén pedig fekete X-rajzolat található. A nőstények a Coenagrion fajok nőstényeivel téveszthetőek össze, de a fürge légivadász homloka teljesen fekete, világos foltok nélkül.  

## Elterjedése
Eurázsiai elterjedésű szitakötő, Európától egészen Japánig megtalálható. Európában elsősorban a középső és északi éghajlati sávban gyakori, délen csak szórványosan található meg. Északon egészen az északi sarkkörig felhatol. Magyarországon országszerte előfordul. 

## Életmódja
Lárvája nagyobb, nyílt vízfelülettel rendelkező, vízinövényekkel benőtt tavakban, holtágakban, lassú mozgású csatornákban él. A lárva május-júniusban alakul át imágóvá, amely augusztus végéig, szeptember elejéig repül. A hímek territoriális viselkedésűek, a lebegő vízinövényeken ülve őrzik területüket és elzavarják az esetleges versenytársakat. A tandem formációban történő párosodás után a nőstény a vízinövények szárára, leveleire rakja le petéit, eközben gyakran teljesen a víz alá merül, akár 60 cm mélyre is. A kikelő lárvák egy éven keresztül fejlődnek, majd utolsó fejlődési stádiumukban áttelelnek és a következő év tavaszán alakulnak át.
Magyarországon nem védett.

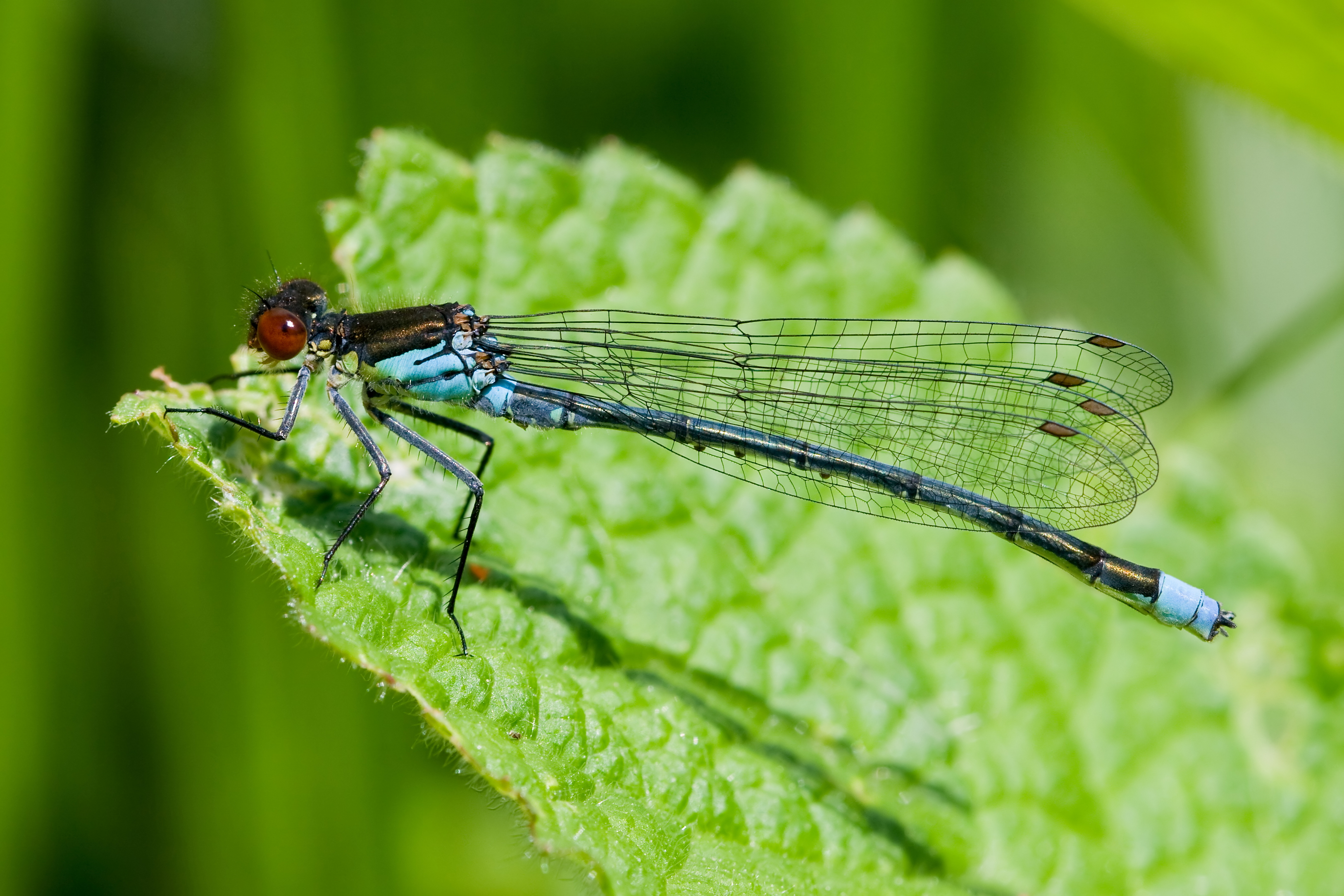
Hím fürge légivadász
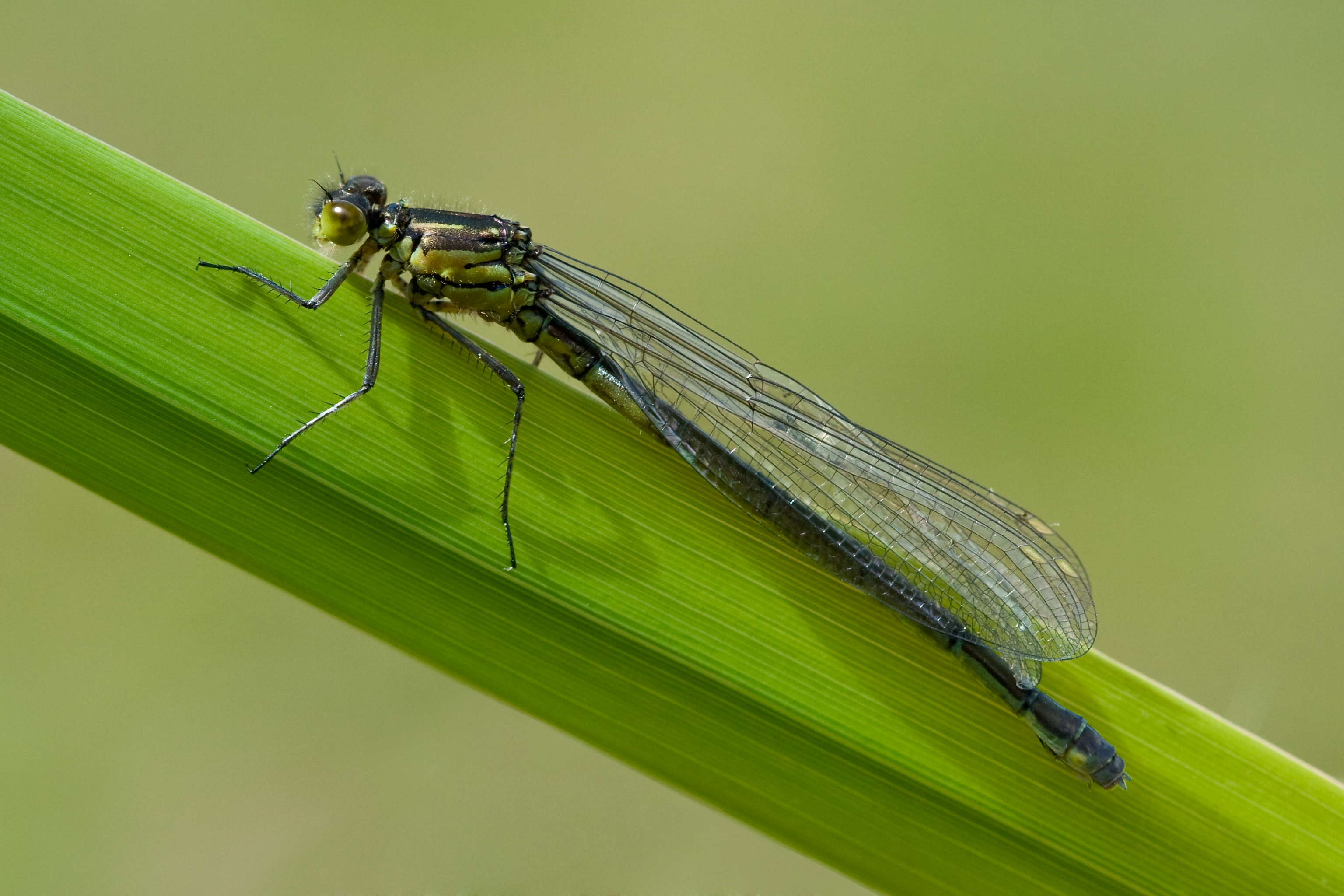
Fiatal nőstény
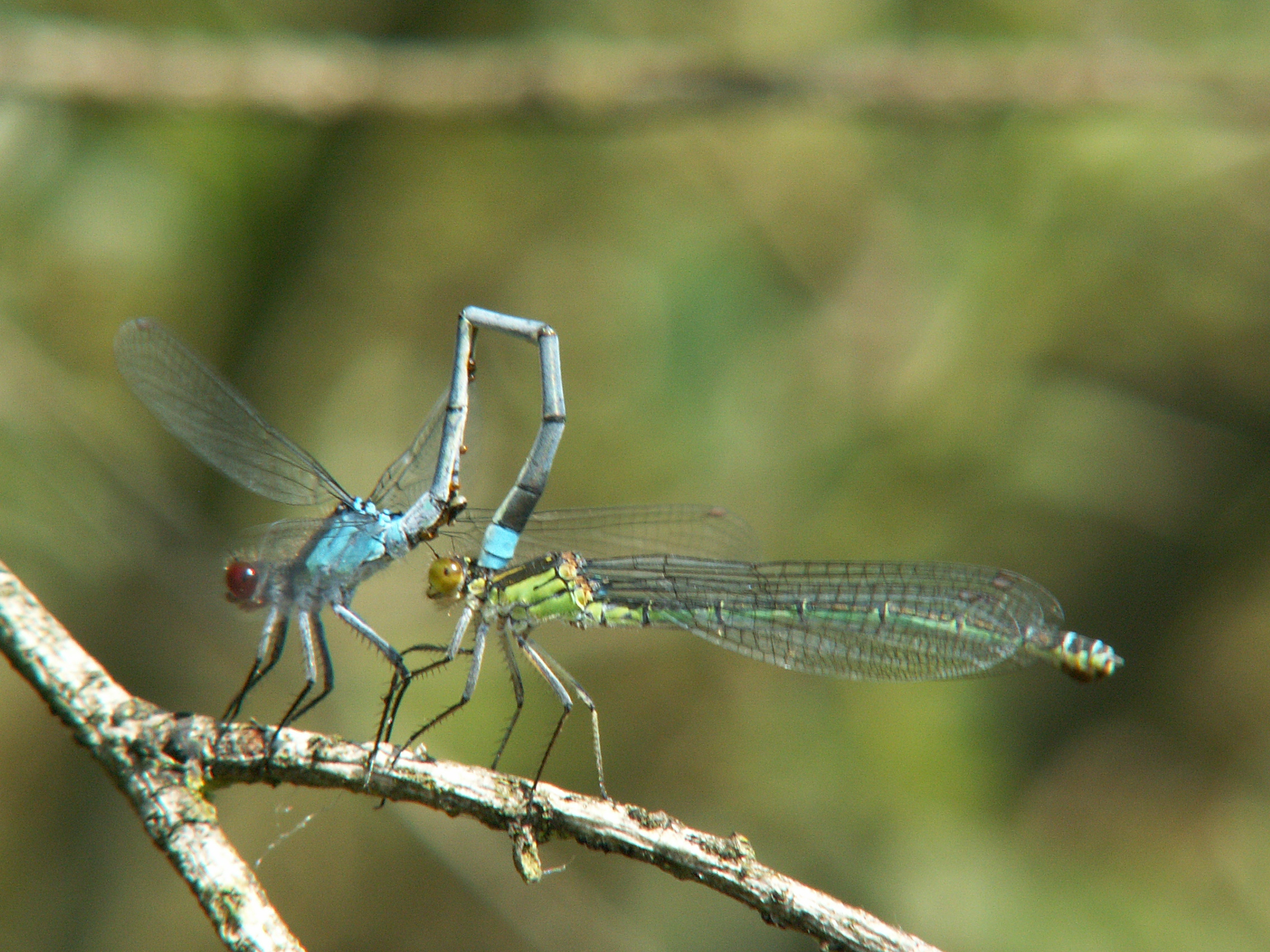
Párosodó légivadászok